# GeForce 700 series
La sèrie GeForce 700 (estilitzada com a GEFORCE GTX 700 SERIES) és una sèrie d'unitats de processament de gràfics desenvolupades per Nvidia. Tot i que principalment una actualització de la microarquitectura Kepler (xips amb nom en clau GK), algunes targetes utilitzen Fermi (GF) i les posteriors utilitzen Maxwell (GM). Les targetes de la sèrie GeForce 700 es van llançar per primera vegada el 2013, començant amb el llançament de la GeForce GTX Titan el 19 de febrer de 2013, seguida de la GeForce GTX 780 el 23 de maig de 2013. Els primers xips mòbils de la sèrie GeForce 700 es van llançar l'abril de 2013.

## Visió general
GK110 es va dissenyar i comercialitzar tenint en compte el rendiment computacional. Conté 7.100 milions de transistors. Aquest model també intenta maximitzar l'eficiència energètica mitjançant l'execució de tantes tasques com sigui possible en paral·lel segons les capacitats dels seus processadors de streaming.

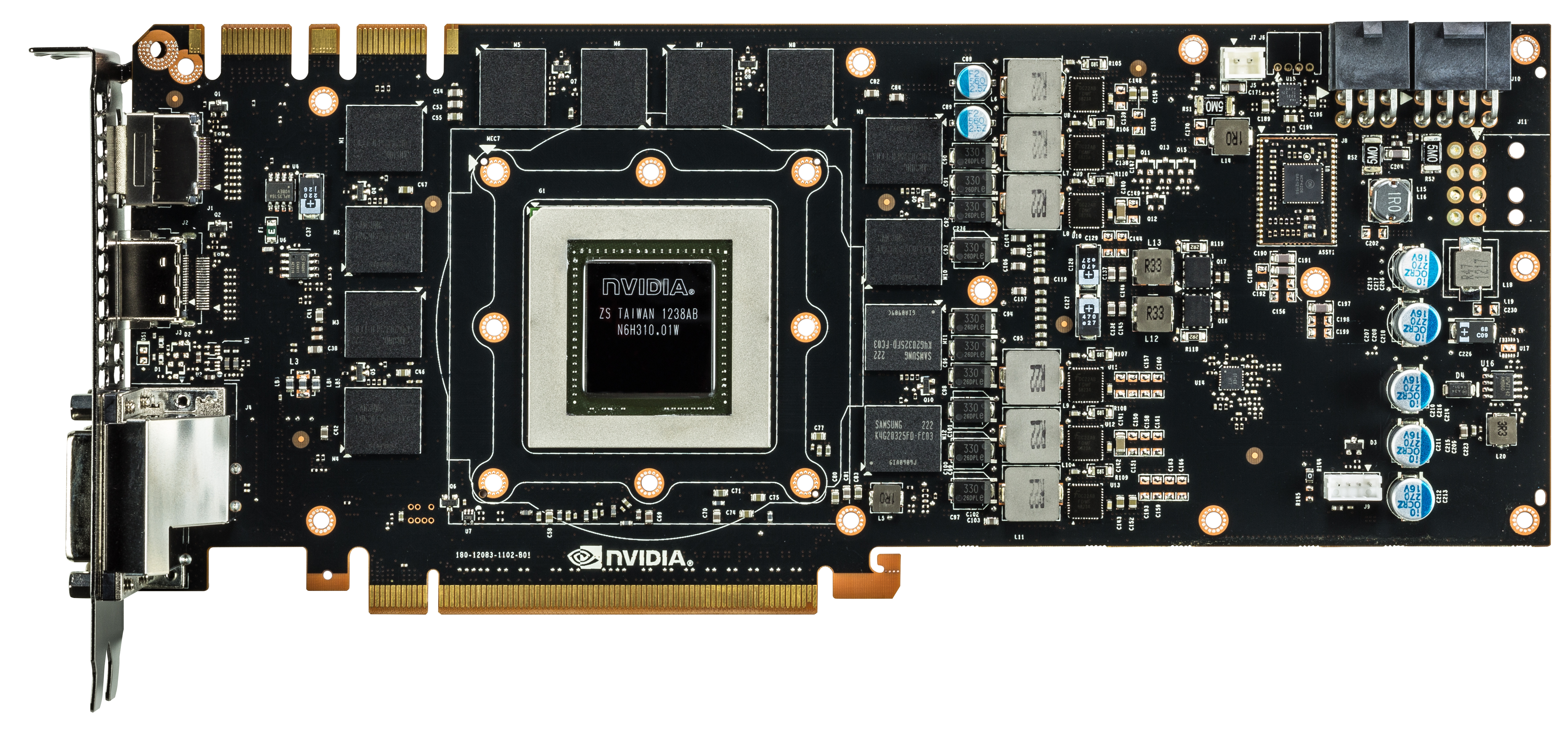
El PCB d'una GTX 780

Amb GK110, es veuen augments de l'espai de memòria i de l'amplada de banda tant per al fitxer de registre com per a la memòria cau L2 respecte als models anteriors. A nivell SMX, l'espai de fitxers de registre del GK110 ha augmentat a 256 KB compost per registres de 64K de 32 bits, en comparació amb els registres de 32K de Fermi de 128 KB. Pel que fa a la memòria cau L2, l'espai de memòria cau L2 del GK110 va augmentar fins a 1,5 MB, 2 vegades més gran que el GF110. Tant la memòria cau L2 com l'amplada de banda del fitxer de registre també s'han duplicat. El rendiment en escenaris sense registre també es millora ja que hi ha més registres disponibles per a cada fil. Això va de la mà d'un augment del nombre total de registres que cada fil pot abordar, passant de 63 registres per fil a 255 registres per fil amb GK110.

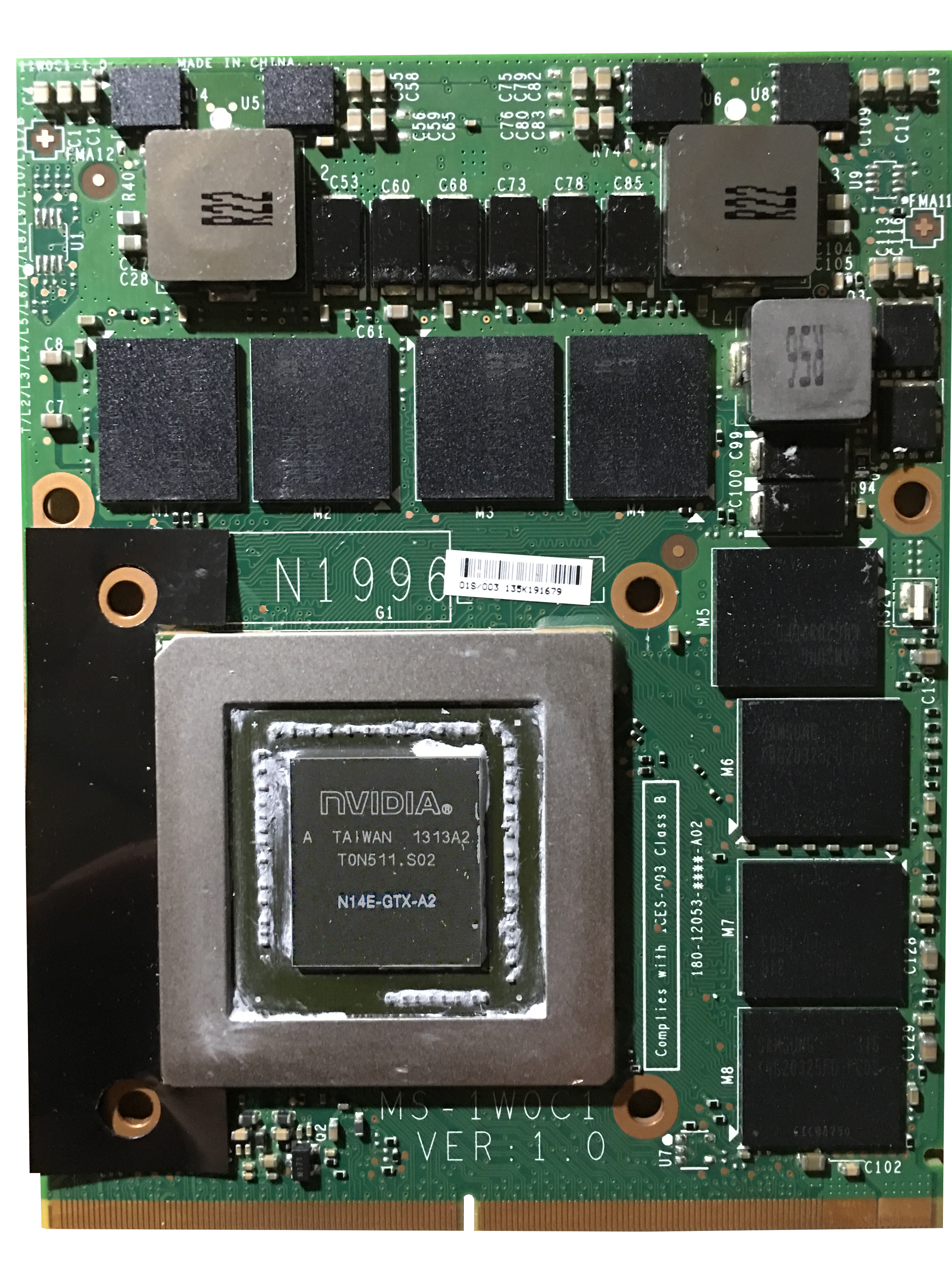
Una GPU GTX 780M amb socket MXM

Amb GK110, Nvidia també va reelaborar la memòria cau de textures de la GPU per utilitzar-la per al càlcul. Amb 48 KB de mida, en el càlcul la memòria cau de textures es converteix en una memòria cau només de lectura, especialitzada en càrregues de treball d'accés a memòria no alineada. A més, s'han afegit capacitats de detecció d'errors per fer-lo més segur per utilitzar-lo amb càrregues de treball que depenen de l'ECC.
La sèrie també és compatible amb DirectX 12 a Windows 10.
S'ha afegit Dynamic Super Resolution (DSR) a les GPU Kepler amb els darrers controladors de Nvidia.

## Arquitectura
La sèrie GeForce 700 conté funcions tant de GK104 com de GK110. Els membres basats en Kepler de la sèrie 700 afegeixen les següents característiques estàndard a la família GeForce.
Derivat de GK104:
- Interfície PCI Express 3.0
- DisplayPort 1.2
- Sortida de vídeo HDMI 1.4a 4K x 2K
- Acceleració de vídeo de maquinari Purevideo VP5 (descodificació H.264 de fins a 4K x 2K)
- Bloc d'acceleració de codificació de maquinari H.264 (NVENC)
- Suport per a fins a 4 pantalles 2D independents o 3 pantalles estereoscòpiques/3D (NV Surround)
- Textures sense lligams
- GPU Boost
- TXAA
- Fabricat per TSMC en un 28 procés nm

Noves funcions de GK110:
- Millora de Compute Focus SMX
- Capacitat de càlcul CUDA 3.5
- Noves instruccions de barreja
- Paral·lelisme dinàmic
- Hyper-Q (reserva de funcionalitat MPI d'Hyper-Q només per a Tesla)
- Unitat de gestió de xarxa
- NVIDIA GPUDirect (reserva de funcionalitat RDMA de GPU Direct només per a Tesla i Quadro)
- GPU-Boost 2.0